# Deommodore Lenoir
Pour les articles homonymes, voir Lenoir.
(en) Statistiques sur pro-football-reference
Deommodore Lenoir (né le 6 octobre 1999 à Los Angeles dans l'État de la Californie aux États-Unis) est un joueur professionnel américain de football américain. 
Il joue au poste de cornerback pour la franchise des 49ers de San Francisco dans la National Football League (NFL) depuis 2021.

## Biographie

### Jeunesse et carrière universitaire
Jouant à plusieurs position à la Salesian High school dont quarterback, Lenoir est classé comme le meilleur athlète sans position de sa classe d'âge. C'est comme cornerback qu'il est recruté par les Ducks de l'Oregon que Lenoir préfère aux Bulldogs de Mississippi State et aux Cornhuskers du Nebraska.
Il est l'un des deux cornerback d'envergure qui rejoint les Ducks comme freshman en 2017 en compagnie de Thomas Graham Jr. (en). Lors de cette année, il joue dans treize rencontres et enregistre sa première interception contre le Cardinal de Stanford. Durant sa carrière universitaire, il est décrit comme un cornerback instinctif et fluide, mais qui a de la difficulté lors qu'il doit courir à reculons.

### Carrière professionnelle
Lenoir est repêché (drafté) lors du cinquième tour de la draft de 2021 par les 49ers de San Francisco. Grant Cohn de FanNation décrit Lenoir à la suite de sa sélection comme un cornerback n'ayant pas la vitesse pour être partant dans la NFL, à part peut-être comme nickelback. Il suggère que les 49ers auraient repêché Lenoir dans le but d'en faire le nickelback (en) remplaçant de l'équipe à la place de D. J. Reed (en) que l'équipe avait perdu la saison précédente. Cependant, durant le camp d'entrainement, Lenoir impressionne le coordonnateur défensif DeMeco Ryans qui le fait jouer au poste de slot corner devant une autre rookie de l'équipe, Ambry Thomas (en), pourtant repêché deux tours plus tôt.
En remplacement d'Emmanuel Moseley (en), Lenoir se faire remarquer en début de saison comme recrue. Cependant, au cours de la saison, il descend dans le hiérarchie des nickelbacks de l'équipe derrière Josh Norman et Dre Kirkpatrick (en), une descente ayant débuté à la suite d'une performance décevante face aux Packers de Green Bay où il devait couvrir Davante Adams. Au fil de la saison, ses apparitions en défense de l'équipe diminue avant d'être limité aux unités spéciales. Lors de la dernière partie de la saison, il ne voit pas le terrain du match. Cette diminution du temps de jeu pousse des observateurs à ce demander si Lenoir allait faire l'équipe pour la saison 2022. Cette possibilité est intensifiée par l'arrivée de Charvarius Ward ainsi que le renouvellement du contrat de Jason Verrett.
Cependant, Lenoir fait sa place dans l'équipe et, un mois dans la saison, il dépasse Samuel Womack (en) dans l’effectif pour devenir le nickelback partant (titulaire) de l'équipe. À la suite d'une blessure de Moseley, Lenoir est déplacé vers l'extérieur où il impressionne après une période d'adaptation de quelques matches. Ceci lui permet d'être considéré comme un favori pour le poste de partant en prévision de la saison 2023,. Durant cette saison, il forme l'un des duo les plus efficace de la ligue avec Ward. Une lancée qu'il garde durant la saison 2024 où Lenoir est l'un des meilleur joueur de l'équipe durant la première moitié de la saison. Étant dans la dernière année de son contrat, les 49ers lui offre une extension de cinq ans, d'une valeur totale de 92 000 000$, le 12 novembre 2024.